# Chiroki (oblast de Magadan)
Chiroki (en russe : Широкий) est un village russe du raïon de Soussouman de l'oblast de Magadan, dans la région extrême-orientale de la Kolyma. Sa population s'élevait à 78 habitants au recensement de 2021.

## Géographie
Le village de Chiroki se situe dans l'oblast de Magadan, un oblast de la Sibérie du nord-est, en Russie extrême-orientale. La localité fait partie de la région de la Kolyma, et du district fédéral d'Extrême-Orient. Le village se trouve dans le raïon de Soussouman, une subdivision de l'oblast.  
Chiroki, comme tout l'oblast de Magadan, se trouve dans le fuseau horaire MSK+8 (heure de Magadan). Le décalage horaire appliqué par rapport au temps universel coordonné est +10:00.

## Démographie
Recensements (*) et estimations de la population :
| 1959* | 1970* | 1979* | 1989* |
| ----- | ----- | ----- | ----- |
| 4 716 | 1 658 | 1 936 | 1 946 |

| 2002 * | 2010* | 2021* | - |
| ------ | ----- | ----- | - |
| 585    | 80    | 78    | - |